# Apanthura xenocheir
Apanthura xenocheir är en kräftdjursart som beskrevs av Stebbing 1910. Apanthura xenocheir ingår i släktet Apanthura och familjen Anthuridae.
Artens utbredningsområde är Seychellerna. Inga underarter finns listade i Catalogue of Life.